# Barrage d'Aimorés
Le barrage d'Aimorés est un barrage au Brésil sur le Rio Doce près de la municipalité d'Aimorés. Le projet est porté à 51 % par Vale et à 59 % par Cemig. Sa construction a démarré en 2005.